# Pedicularis grigorjevii
Pedicularis grigorjevii är en snyltrotsväxtart som beskrevs av L.I. Ivanina. Pedicularis grigorjevii ingår i släktet spiror, och familjen snyltrotsväxter. Inga underarter finns listade i Catalogue of Life.